# Михайлівська площа (Київ)
У Вікіпедії є статті про інші площі з назвою Михайлівська площа
Миха́йлівська пло́ща — площа у Шевченківському районі міста Києва, місцевість Старий Київ. Розташована між вулицями Десятинною, Трьохсвятительською, Михайлівською, Великою Житомирською та Володимирським проїздом.

## Історія
Площа є однією із найдавніших у Києві. Сформувалася вона у XII столітті перед в'їздом до Михайлівського Золотоверхого монастиря.
У сучасному вигляді й розмірі площа сформувалась у 1850-ті роки, після того як простір між Софійським та Михайлівським соборами було розділено будівлею Присутніх місць. У 1869 році площа отримала назву Михайлівська (рос. Михайловская).
Близько 1860 року на впорядкованій площі, на замовлення Йогана Ейсмана, архітектор Олександр Беретті забудував садибу, яку деякий час орендувало керівництво Київського військового округу, а у 1873 році придбало Міністерство народної освіти для Першого реального училища. У 1911 році перед ним встановили пам'ятник княгині Ользі. У 1930-ті роки училище було перетворене на середню загальноосвітню школу № 6.
Значних змін площа зазнала за радянських часів: у 1919 році було зруйновано пам'ятник княгині Ользі, а у 1930-х роках — Михайлівський Золотоверхий монастир. На площі планувалося спорудження радянського урядового центру, проте з усього запланованого спорудили лише сучасну будівлю МЗС України. У середині 1930-х років площа мала назву Міліцейська. З 1937 року площа набула назву Урядова, з 1961 року — Радянська. У 1977 року отримала назву площа Калініна, на честь радянського партійного і державного діяча Михайла Калініна. Історичну назву було відновлено у 1991 році.
У 1985 році середня загальноосвітня школа № 6 перенесена на Виноградар. В процесі реконструкції садиби були розібрані цегляні ворота й флігель. У будинку до 1998року розташовувався Дитячий музичний театр, проте йому так і не вдалося влаштувати тут театральну залу, а його замінило циркове училище. У 2006 році тут оселилася Дипломатична академія МЗС України, а на місці флігеля зведена будівля готелю «ІнтерКонтиненталь».
За часів Незалежної України зруйновані пам'ятки було відбудовано, а площі відновлено історичний краєвид.
11 вересня 1993 року, в ході загальнонаціональних заходів щодо увіковічування пам'яті загиблих під час Великого Голодомору, було встановлено пам'ятний знак «жертвам Голодомору 1932—1933 років». Знак виконано у вигляді каменю з фігурою розіп'ятої жінки. Його відкриття освятив отець Сергій Ткачук за благословенням Патріарха Володимира[джерело?]. Від підніжжя знаку, розташованого біля входу до Михайлівського собору, від часу встановлення не зникають живі квіти.
У 1996 році відновлено пам'ятник княгині Ользі, який був знищений більшовицькими вандалами у 1919—1935 роках. УПЦ КП відновила монастир. 1998 року відкрито відбудований Михайлівський собор.
30 листопада 2013 року, вночі, Михайлівський монастир став притулком для втікачів з розгромленого «Беркутом» Євромайдану, дзвони вдарили на сполох, а на площі декілька днів тривав велелюдний мітинг.
22 травня 2022 року на Михайлівській площі виставлена знищена військова техніка російських окупантів. Зокрема на площі представлені знищені танк Т-72Б3, башта від БМД-4, машина РЕБ, частина позашляховика «Тигр» тощо. Збройні сили України перетворили знищену військову техніку окупантів на експонати Національного військово-історичного музею України.
1 листопада 2023 року на Михайлівській площі встановлений обстріляний російськими окупантами пасажирський вагон Укрзалізниці. Експозиція присвячена до Дня залізничника України. Саме з 28 лютого по 5 березня 2022 року евакуаційний поїзд Ірпінь — Київ виконував щоденно три рейси та встиг врятувати понад 10 тис. жителів із заблокованих російськими окупантами містечок Київської області. 5 березня 2022 року, коли поїзд прямував за людьми з Києва до Ірпеня, російські окупанти завдали обстріли, в результаті якого колія була зруйнована снарядом, а вагони пошкоджені уламками. Два вагони зійшли з рейок. На заміну постраждалому поїзду для евакуації пасажирів терміново вирушив інший поїзд. Оскільки залізничний міст біля Ірпеня вже було підірвано, евакуацію пасажирів проводили, забираючи їх перед пошкодженим мостом. 9 січня 2024 року символ віри у порятунок та неймовірної хоробрості українських залізничників — пошкоджений вагон ірпінського евакуаційного поїзда перевезено до депо. Понад два місяці кияни та гості української столиці мали можливість побачити його у центрі міста. Наразі цей вагон і ще декілька одиниць рухомого складу з різних областей України, що були пошкоджені внаслідок обстрілів збережено, а після перемоги буде прийнято рішення щодо їхньої подальшої долі.
29 серпня 2024 року біля Михайлівського собору відбулось відкриття меморіалу, присвяченого полеглим у бою з російськими окупантами воїнам спецпідрозділу Головного управління розвідки Міністерства оборони України «Артан».

## Транспорт
Раніше на площу можна була потрапити трамваєм, який їхав від Думської площі вулицею Малою Житомирською. Зупинка знаходилася навпроти входу до Михайлівського монастиря.

## Галерея

Дипломатична академія України при Міністерстві закордонних справ України
Краєвид у бік Володимирського проїзду